# Chrysopa tacorensis
Chrysopa tacorensis är en insektsart som beskrevs av Navás 1934. Chrysopa tacorensis ingår i släktet Chrysopa och familjen guldögonsländor. Inga underarter finns listade i Catalogue of Life.